# 대흥중학교 축구단
대흥중학교 축구부는 경기도 시흥시에 위치한 대흥중학교의 축구부이다. 대흥중학교가 운영하는 축구부로 1999년에 창단하였다.

## 같이 보기
- 대흥중학교